# Festival international du film de femmes de Salé 2010
La quatrième édition du FIFFS, qui s'est tenue du 20 au 25 septembre 2010, a notamment :
- mis à l'honneur le cinéma italien[2] ;
- rendu hommage à Jackie Buet (cofondatrice et directrice du Festival international de films de femmes de Créteil[3], en France), Sawsane Badr (actrice égyptienne), Bénédicte Bellocq et Souad Lamriki (productrices et fondatrices de la société marocaine Agora Films[4],[5])[6] ;
- organisé une table ronde sur le thème : « L’avenir de la salle de cinéma au Maroc, à l’heure du passage au numérique »[7].

## Jury

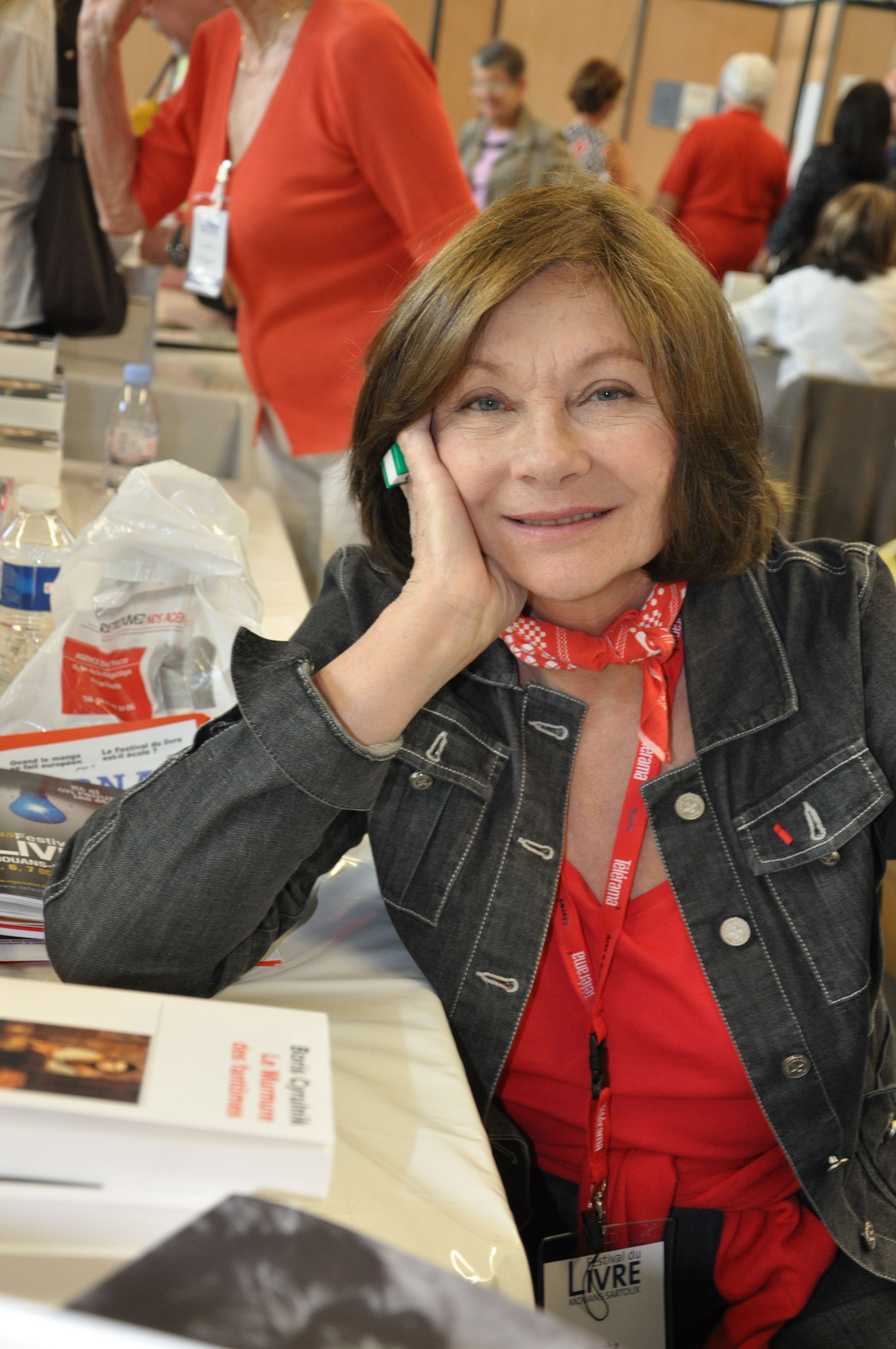
Macha Méril, présidente du jury.

- Macha Méril ( France), présidente.
- Anna Pastore ( Italie).
- Joumana Mourad ( Syrie).
- Sana Mouziane ( Maroc).
- Soumaya Khashab ( Égypte).
- Teresa Villaverde ( Portugal).
- Véronique Mendouga ( Cameroun).

## Palmarès
| Prix                                 | Attribué à                                                                  | Pays             |
| ------------------------------------ | --------------------------------------------------------------------------- | ---------------- |
| Grand Prix                           | Une vie toute neuve d'Ounie Lecomte                                         | Corée du Sud     |
| Prix du Jury                         | La Robe du soir de Myriam Aziza                                             | France           |
| Prix du scénario                     | La Nana de Sebastián Silva                                                  | Chili            |
| Prix du scénario                     | Puzzle de Natalia Smirnoff                                                  | Argentine        |
| Prix de l’interprétation Féminine    | Patrizia Gerardi, dans La Pivellina                                         | Italie           |
| Prix de l’Interprétation Masculine   | Fikret Portakal, dans Des hommes sur le pont (en) (Köprüdekiler)            | Turquie          |
| Mention spéciale aux enfants acteurs | Tairo Coroli et Asia Crippa dans La Pivellina                               | Italie           |
| Mention spéciale aux enfants acteurs | Alba Gaïa Kraghede Bellugi dans La Robe du soir                             | France           |
| Mention spéciale aux enfants acteurs | Maxime Desjardins-Tremblay dans Le Ring                                     | France           |
| Mention spéciale aux enfants acteurs | Émile Berling dans Orly                                                     | France Allemagne |
| Mention spéciale aux enfants acteurs | Hal Benhtrit dans La Grande Villa                                           | Maroc            |
| Mention spéciale aux enfants acteurs | Nour Sherif et Marwan Wageh dans Un garçon et une fille (ar) (Walad w Bent) | Égypte           |
| Mention spéciale aux enfants acteurs | Kim Sae-ron et ses camarades dans Une vie toute neuve                       | Corée du Sud     |